# Sidney Liufau
Sidney S. Liufau (né le 22 novembre 1963) est un acteur américain, connu pour avoir joué le rôle du lieutenant Manuele Atoa dans la série Star Trek: Deep Space Nine, dans l'épisode "You Are Cordially Invited...".
Il a aussi joué dans des films comme Hawaï police d'État, Street Warrior, Blade, Faster, La Planète des singes et Toi et moi... et Dupree,,.